# Narmer-Palette
Die Narmer-Palette ist eine weltbekannte Prunkpalette. Sie erhielt ihren Namen nach der Abbildung des frühägyptischen Königs Narmer, den manche Forscher mit Menes gleichsetzen.

## Fundort und Bedeutung
Die Narmer-Palette wurde zusammen mit anderen Paletten in Hierakonpolis (ägyptisch nḫn, „Nechen“, wohl Burg oder ähnlich) gefunden. Sie stammt in etwa aus dem 31. Jahrhundert v. Chr., besteht aus poliertem Schiefer und ist etwa 64 Zentimeter groß. Die Palette ist beidseitig verziert und fast gänzlich unbeschädigt. Sie stellt einen bedeutenden archäologischen Fund des alten Ägyptens dar, da sich auf ihr auch einige der ältesten Hieroglypen-Inschriften befinden, die bislang entdeckt worden sind. Sie belegen den Übergang in der altägyptischen Schrift von der reinen Rebus-Symbolik hin zu einer phonetischen Repräsentation durch die jeweiligen Hieroglyphen.

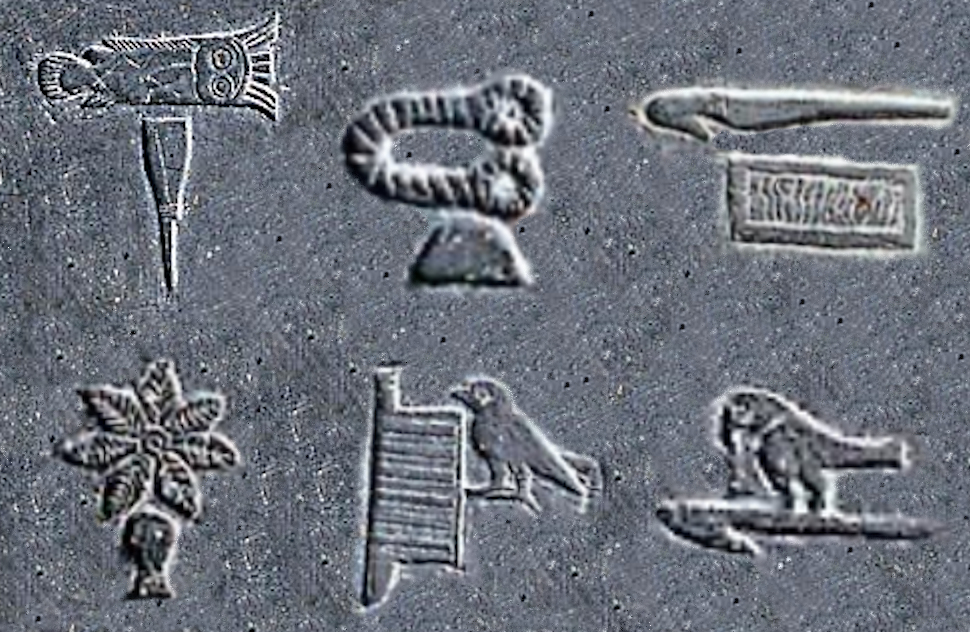
Zusammenstellung früher hieroglyphischen Symbole auf der Narmer-Palette
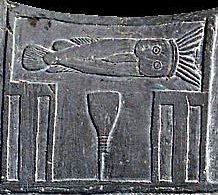
Ein Serech umschließt die Rebus-Symbole nˁr (Wels) und mr (Meißel), welche die phonetische Representation von Narmers Namen darstellen
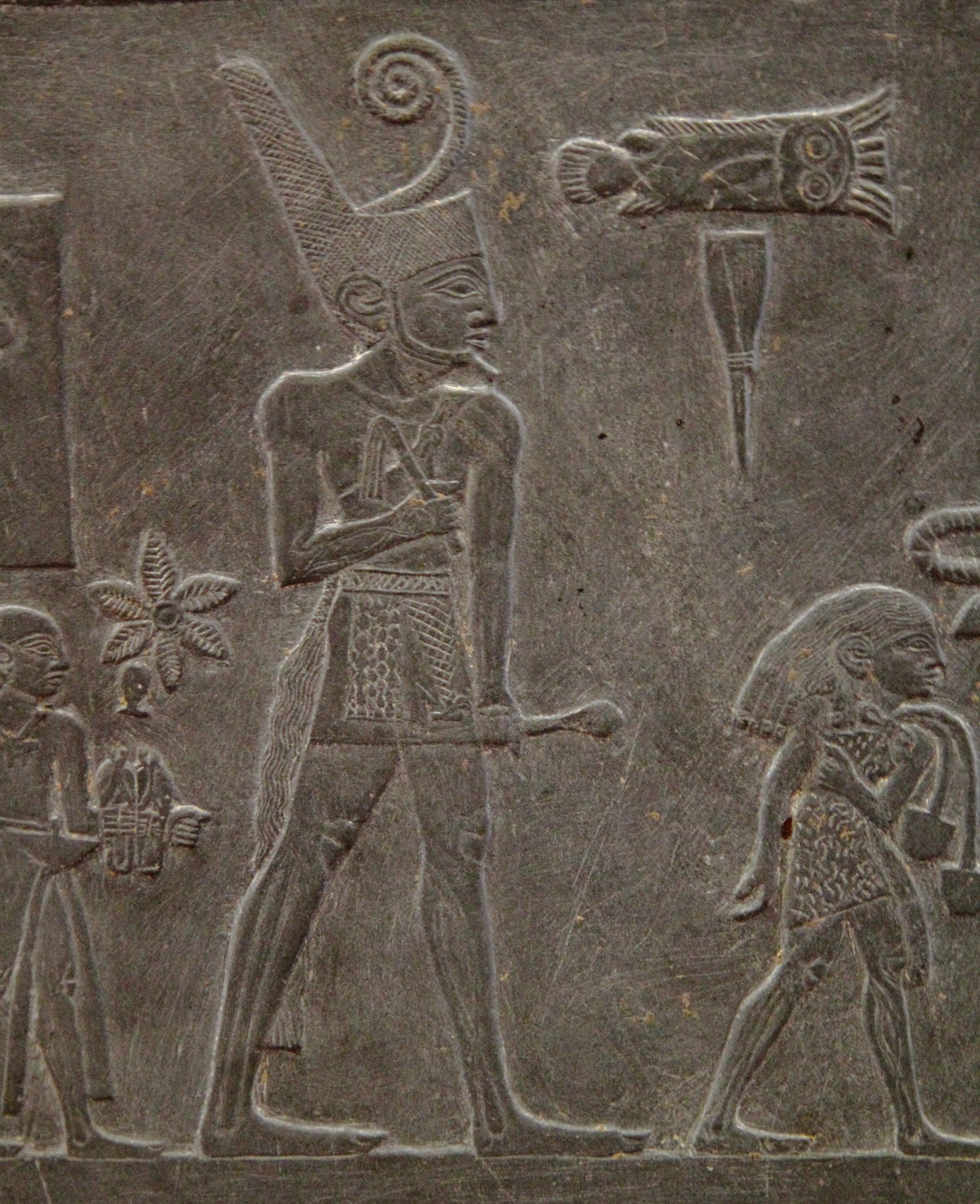
König Narmer auf der Vorderseite (Ausschnitt)

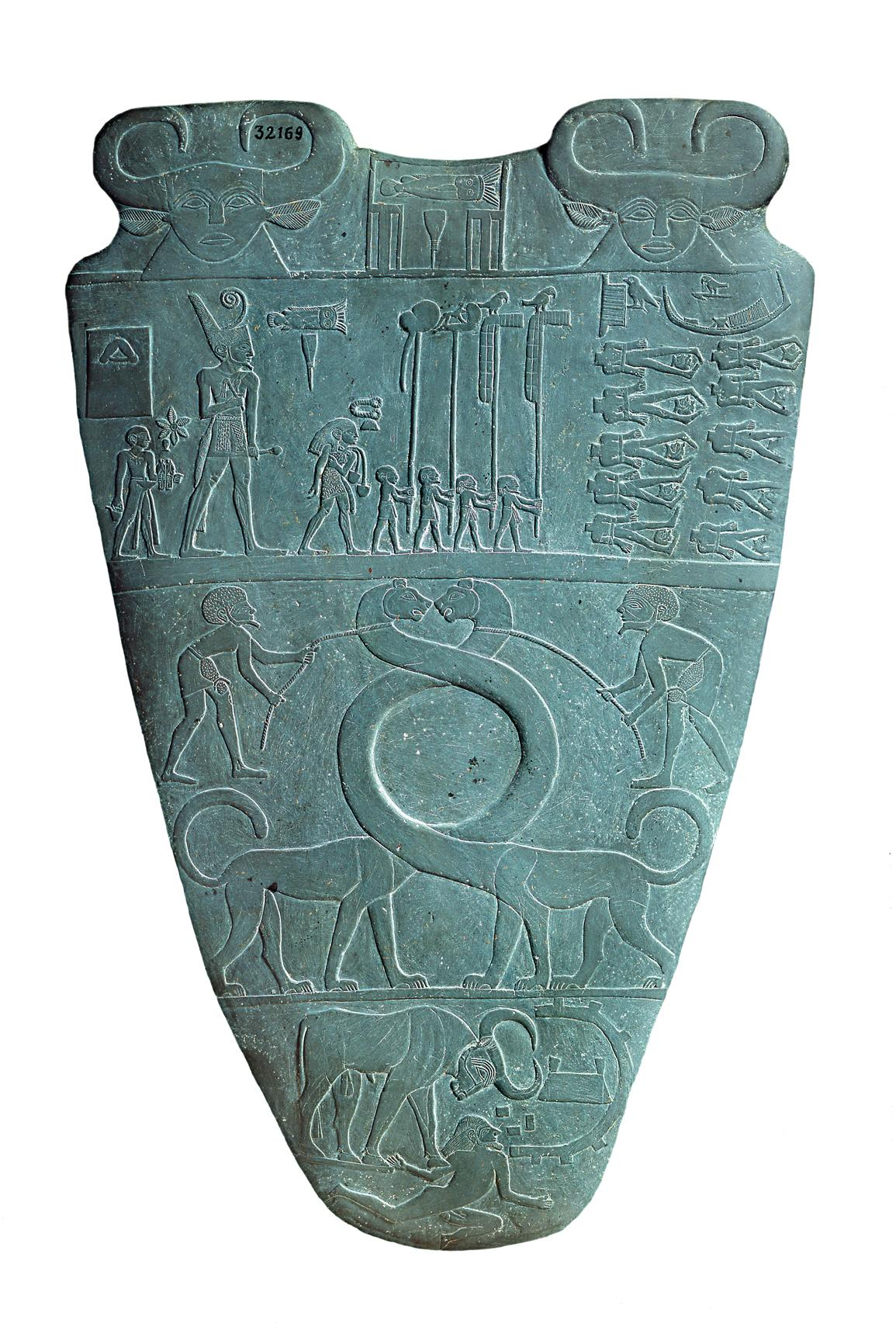
Vorderseite

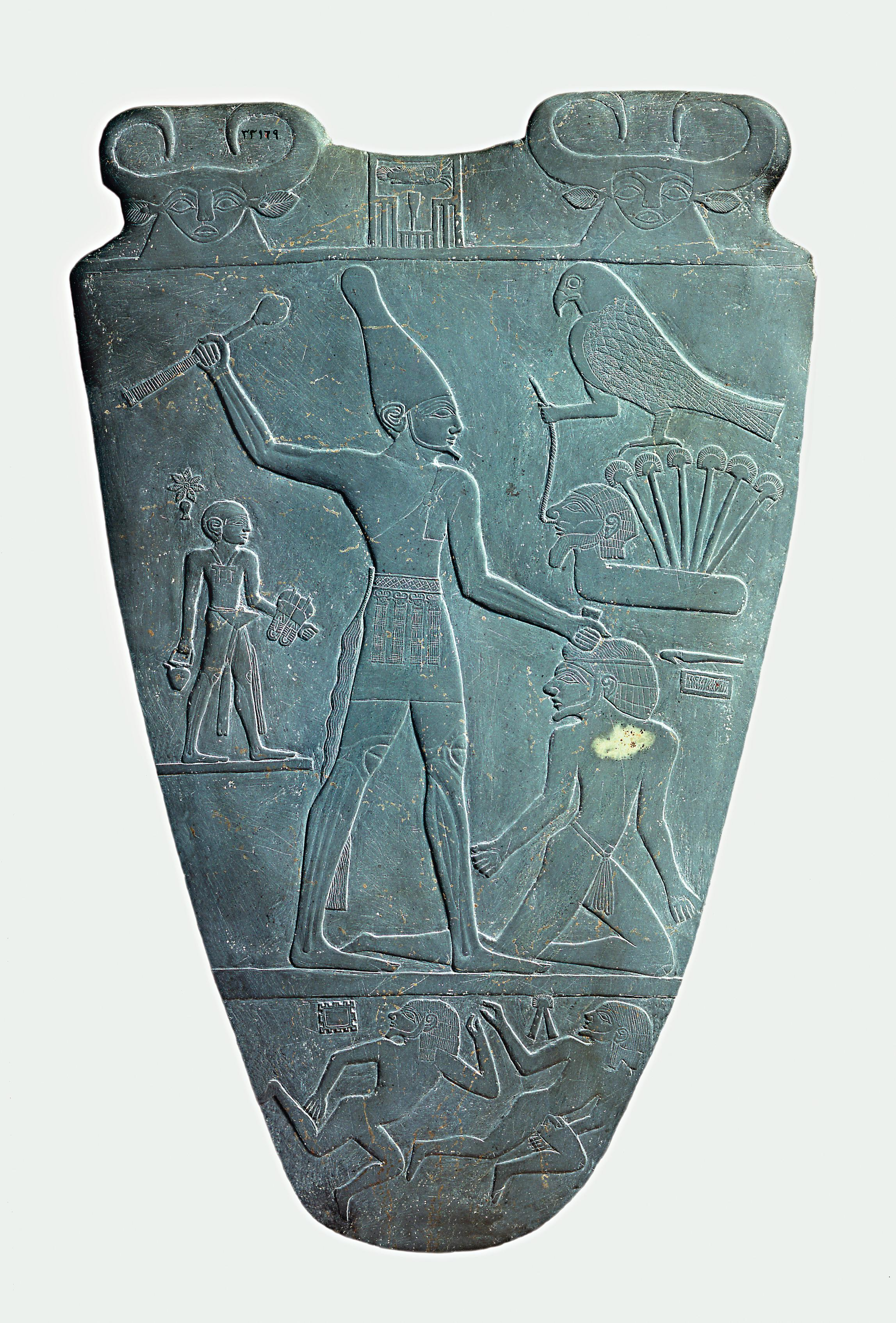
Rückseite

Die Narmer-Palette bietet außerdem eine der frühesten bekannten Darstellungen eines ägyptischen Königs (Pharaos) und zeigt viele der klassischen Konventionen der altägyptischen Kunst, die zum Zeitpunkt der Erstellung der Palette bereits formalisiert worden sein müssen. Der Ägyptologe Bob Brier hat die Narmer-Palette als „das erste historische Dokument der Welt“ bezeichnet. Diese Palette wird heute im Ägyptischen Museum zu Kairo ausgestellt und trägt dort die Katalognummer CG 14716 sowie die Inventarnummer JE 32169.

## Beschreibung
Das obere Ende der Palette ist beidseitig mit frontal dargestellten Gesichtern der kuhköpfigen Göttin Bat geschmückt. Auf beiden Seiten ist König Narmer jeweils mit einem Schurz aus Pantherfell und einen an einem Gurt befestigten Rinderschweif abgebildet: Einmal mit der Roten Krone (für Unterägypten), ein weiteres Mal mit der Weißen Krone (für Oberägypten). Einige Ägyptologen gehen deshalb davon aus, dass diese Tafel die Vereinigung von Ober- und Unterägypten unter dem König Narmer darstellt.

### Vorderseite
Auf der Vorderseite der Palette ist die Siegesfeier Narmers zu sehen. In Begleitung des Horusgeleits, dargestellt als voranschreitende Prozession, die aus Standartenträgern besteht, besichtigt er die getöteten Feinde. Diese sind enthauptet, ihre Köpfe wurden zwischen die Beine gelegt. Narmer wird von einem Sandalenträger begleitet. Vor ihm findet sich die älteste Abbildung eines Pantherfellträgers (tjet). Interessant ist die Darstellung zweier „Schlangenhalspanther“ im darunterfolgenden Abschnitt, die Narmer im Rahmen des Vereinigungsfestes als Herrscher über beide Landesteile Ägyptens repräsentieren. Ihre von zwei Dienern mit Seilen gehaltenen Hälse rahmen das Feld zum Reiben der Schminke. Im untersten Abschnitt erkennt man einen Mann und eine beschädigte Stadtmauer, welche beide von einem Stier überrannt werden. Der Stier steht dabei stellvertretend für den König.

### Rückseite
Narmer wird beim traditionellen Erschlagen eines Feindes, der – vor ihm auf dem Boden kniend – durch zwei übereinanderstehende Hieroglyphen als Wasch (W3š) betitelt wird, mit einer metallenen Keule dargestellt. Zusätzlich sind Papyrusstauden zu erkennen, die aus dem Rücken des Feindsymbols darüber sprießen, über welchem ein Horusfalke zu sehen ist, der in seiner Klaue eine Schnur hält, die durch die Nase des getöteten Feindes gezogen ist. Hinter Narmer ist ein Sandalenträger zu erkennen, der dem König auf das Schlachtfeld folgt. Toby Wilkinson hält es für möglich, dass die in der Beischrift stehenden Zeichen (Goldrosette und Wäscheprügel) den Sandalenträger als Hem bezeichnen, ein Titel, der in späteren Zeiten das Amt des Hem-nesut („Diener des Königs“) beschreibt. Die Goldrosette liest Wilkinson als Symbol für „König“, weshalb sich daraus der volle Titel des Sandalenträgers ergeben würde: „Oberster Diener des Königs“. Im unteren Abschnitt sind zwei Personen, die aufgrund ihrer Körperhaltung als flüchtende oder bereits getötete Gegner angesehen werden.